# Nicolae Țăpuș
Prof. dr. ing. Nicolae Țăpuș: n. 30.11.1949, Craiova; absolvent al Inst. Politehnic din București (1972), specialitatea Calculatoare; doctor inginer în specialitatea calculatoare (1982); profesor și conducător de doctorat la Universitatea Politehnica din București, șef catedra Calculatoare, Facultatea Automatică și Calculatoare, în perioada 1990-2008, în prezent Prorector al UPB. A efectuat numeroase studii și cercetări, fiind conducător de contracte de cercetare în domeniile: Arhitectura calculatoarelor, Rețele de calculatoare, Calculatoare personale, Microcalculatoare, Limbaje de simulare, publicând peste 116 de lucrări în țară și străinătate din care 9 cărți, 12 manuale didactice. A obținut premiul Traian Vuia al Academiei Române (1977) și premiul pentru creativitate științifică al Ministerului Învățământului (1984). Membru Senior al IEEE, Președinte al secțiunii România, coordonator CATC la Academia CISCO România. A condus și a participat la numeroase programe naționale și internaționale ca Director de proiect din 1994 până în prezent.
Nicolae Țăpuș este membru de onoare al Academiei Române (din 2019).